# A stone's throw from the line
A stone's throw from the line is een livealbum van Big Big Train. Het werd opgenomen tijdens een drietal concerten tussen 14 tot en met 16 augustus 2015 in de Kings Place Theatre in Londen. Het waren de eerste concerten die de band in 17 jaar verzorgde en die werden uitgeroepen tot Live event of the year tijdens 2016 Progressive Music Awards. De originele setlist is op de albums te horen, maar van elk nummer werd het beste van de drie uitvoeringen gekozen.

## Musici
- David Longdon – zang, dwarsfluit, banjo, percussie
- Rachel Hall – viool, achtergrondzang
- Dave Gregory – gitaar, piano, achtergrondzang
- Rikard Sjöblom – gitaar, toetsinstrumenten, achtergrondzang
- Danny Manners – toetsinstrumenten, contrabas, achtergrondzang
- Andy Poole – toetsinstrumenten, gitaar, achtergrondzang
- Greg Spawton – basgitaar, baspedalen, akoestische gitaar, achtergrondzang
- Nick D'Virgilio – drumstel, achtergrondzang
- koperkwintet met Dave Desmond (trombone), Ben Godfrey (trompet, cornet), Nick Stones (hoorn), John Storey (eufonium) en Mike Poyser (tuba)

## Muziek
| Nr. | Titel                | Duur  |
| --- | -------------------- | ----- |
| 1.  | Make some noise      | 5:21  |
| 2.  | The first rebreather | 8:33  |
| 3.  | The underfall yard   | 21;57 |
| 4.  | Uncle Jack           | 4:14  |
| 5.  | Victorian brickwork  | 13:39 |

| Nr. | Titel                  | Duur  |
| --- | ---------------------- | ----- |
| 1.  | Kingmaker              | 11:09 |
| 2.  | Wassail                | 8:08  |
| 3.  | Summoned by bells      | 9:08  |
| 4.  | Judas unrepentant      | 9:43  |
| 5.  | Curator of butterflies | 8:20  |
| 6.  | East Coast racer       | 16:32 |
| 7.  | Hedgerow               | 9:11  |